# Dezső Frigyes

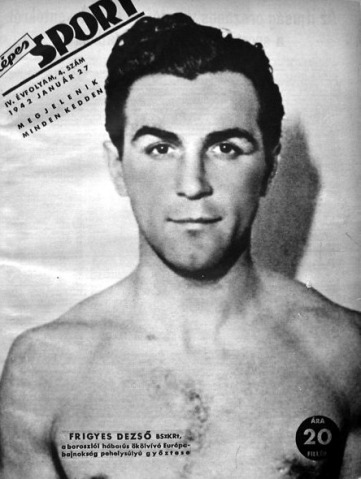
Titelbild der nationalen wöchentlichen Sportillustrierten Képes Sport mit Dezső Frigyes nach seinem Sieg bei den Europameisterschaften. Ausgabe 27. Januar 1942

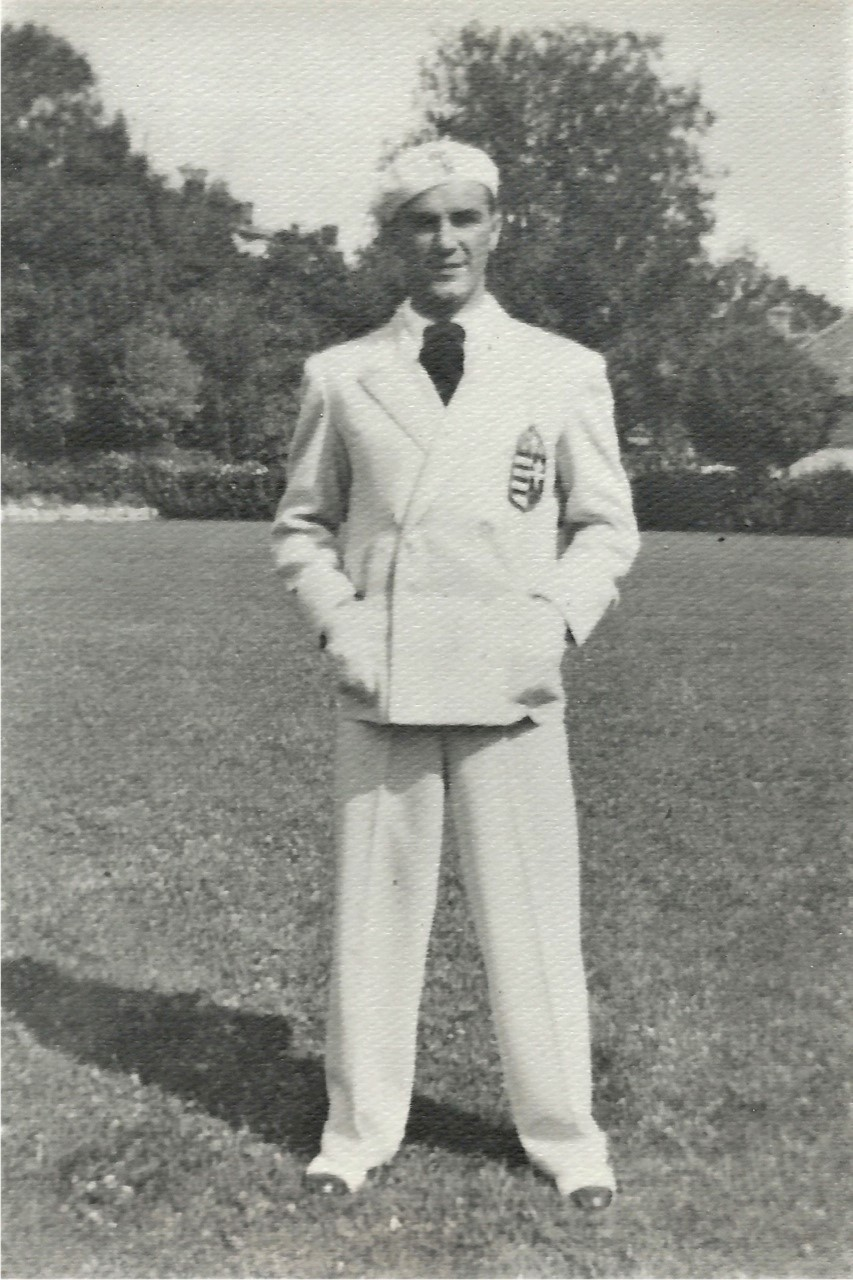
Frigyes in der Uniform der ungarischen Olympiamannschaft von 1936

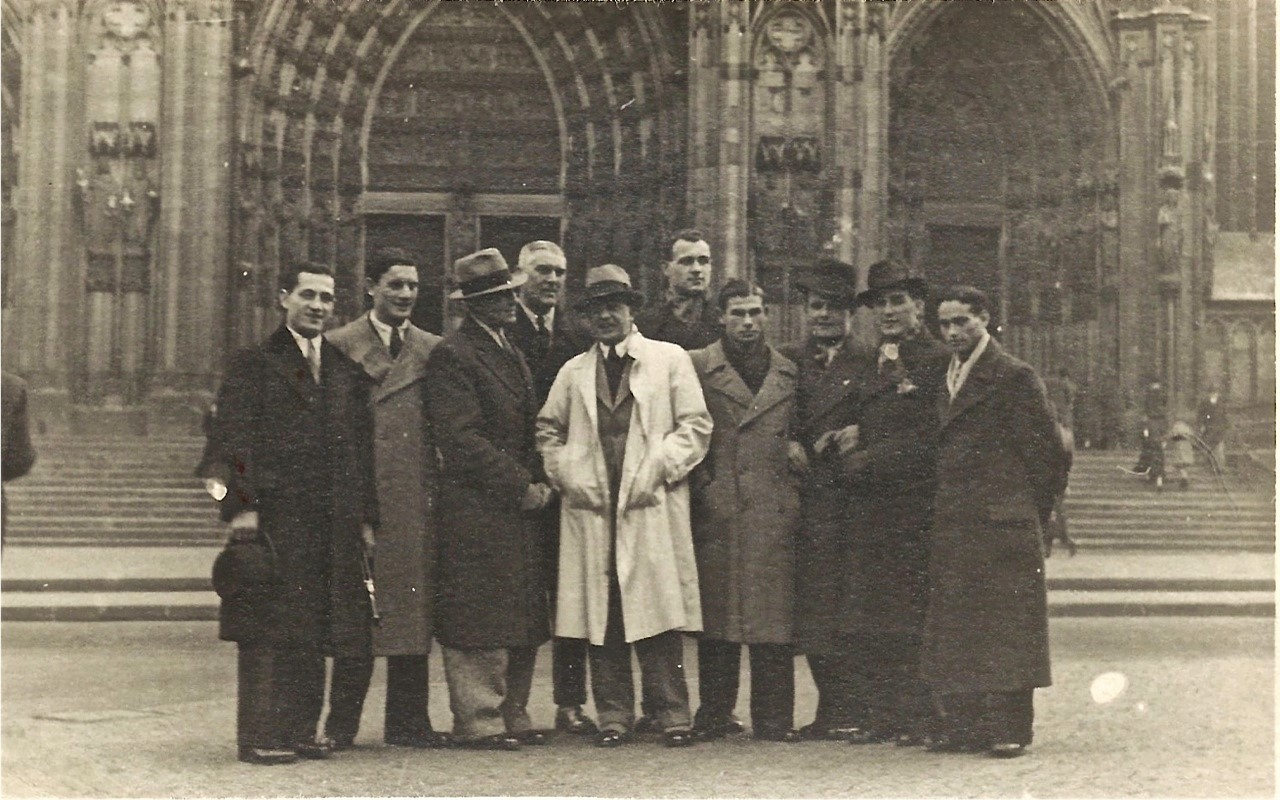
Die ungarische Boxnationalmannschaft vor dem Kölner Dom in Deutschland, zirka 1935. Frigyes ist der Zweite von rechts.

Dezső Frigyes (* 27. November 1913 in Budapest, Österreich-Ungarn als Dezső Fritsch; † 18. Juli 1984 in Cleveland, USA) war ein ungarischer Federgewichts-Boxer, der die Europameisterschaft 1934 in Budapest gewann, bei den Olympischen Spielen 1936 in Berlin Halbfinalist war und bei den Europameisterschaften 1942 in Breslau die Goldmedaille gewann.

## Leben

### Frühe Lebensjahre
Frigyes entstammte einer donauschwäbischen Familie in Budapest. Mit 15 Jahren begann er seine Karriere als Gewinner der ungarischen nationalen Jugendmeisterschaften. 1932, im Alter von 18 Jahren, wurde er in die Nationalmannschaft berufen und nahm während der folgenden zwölf Jahre an Meisterschaften in ganz Europa teil, darunter zwei Europameisterschaften, außerdem an den Olympischen Spielen und einer US-Tournee im Jahr 1936.

### Sportliche Karriere
Nach Einzelsiegen in Berlin und Warschau gewann Frigyes im April 1934 die Silbermedaille bei den Europameisterschaften im Federgewicht. Im Viertelfinale des Turniers besiegte er Gösta Alm aus Schweden und gewann nach Punkten. Im Halbfinale besiegte er den Polen Mieczysław Forlański nach Punkten. Im Endkampf verlor er nach Punkten gegen Otto Kästner aus Deutschland.
Im August 1936 nahm Frigyes an den Olympischen Sommerspielen in Berlin im Federgewicht teil. Er besiegte den Dänen Sigfred Madsen im Achtelfinale. Im Viertelfinale setzte er sich gegen den Kanadier William „Billy“ Marquart durch und erreichte das Halbfinale. Dort verlor er nach Punkten gegen den Argentinier Oscar Casanovas, der die Goldmedaille holte. Im Duell um die Bronzemedaille verlor er gegen den deutschen Josef Miner und belegte den vierten Platz. Bis 1948 gab es bei Verlierern des Halbfinales einen Entscheidungskampf um die Bronzemedaille. Seit 1952 erhalten beide Halbfinalisten, die entweder gegen den Gold- oder den Silbermedaillengewinner verlieren, Bronzemedaillen.
Im Oktober 1936 war Frigyes Teil der europäischen Aufstellung für das jährliche „US Golden Gloves vs. Europe“-Turnier in New York. Er wurde Erster im Federgewicht und besiegte Bernie Miller.
Frigyes gewann 1938 die ungarischen Nationalmeisterschaften im Federgewicht, und in diesem Jahr gab es einen lebhaften Zeitplan für nationale Paarungen. In den fünf Turnieren des Jahres für Ungarn gewann Frigyes vier Mal im Finale, gegen die beiden Italiener Antonio Mangialardo in Triest und Aroldo Montanari in Riccione, gegen den Deutschen Jakob Schöneberger in Budapest und gegen den Polen Antoni Czortek.
Vom 20. bis 25. Januar 1942 kämpfte Frigyes in der mit 8000 Zuschauern vollbesetzten Jahrhunderthalle in Breslau (Deutschland), heute Wrocław (Polen), bei der Amateur-Boxeuropameisterschaften 1942. Frigyes gewann die Goldmedaille und besiegte den Deutschen Arthur Büttner im Finale.
Am Ende seiner Jahre erinnerte sich Frigyes an die Medaillenzeremonie von 1942 als einen der bewegendsten Momente seines Lebens. Einzigartig war die Präsentation der ungarischen Nationalhymne auf der von Walcker Orgelbau gebauten Pfeifenorgel, die mit 15.133 Pfeifen und 200 Anschlägen zu der Zeit als die größte Orgel der Welt galt. Diese Ehrung, vor einer Menschenmenge im futuristischen architektonischen Wahrzeichen von Max Berg, der vollbesetzten Jahrhunderthalle, war eine einzigartige Erfahrung, gut dokumentiert in den Sportmedien der Zeit.
Nach dem Zweiten Weltkrieg wurden die Ergebnisse der Europameisterschaften 1942 von der Association Internationale de Boxe Amateure (AIBA) annulliert.

### Späteres Leben
Die Olympischen Spiele 1940 und 1944 wurden im Zweiten Weltkrieg abgesagt. Nach dem Zweiten Weltkrieg war Frigyes über das Wettbewerbsalter hinaus. Ungarn war unter sowjetischer Besatzung und er trat der Kommunistischen Partei nicht bei.
Allmählich, bis 1949, durfte er wieder trainieren, aber weit entfernt von Budapest in der nordwestlichen Stadt Győr, wo er die Vasas ETO-Boxer trainierte. Innerhalb eines Jahres trainierte und bereitete er den ersten nationalen Meister des Regionalclubs, László Szabó, auf die Meisterschaften vor, und zum ersten Mal stieg das Vasas ETO-Team in die Hauptliga unter die großen Budapester Clubs auf. 1951 wurde er zum besten Trainer des nationalen Vasas-Netzwerks gekürt.
Von 1953 bis 1956 war er einer der Trainer der ungarischen Nationalmannschaft.
Als die ungarische Revolution von 1956 von der zurückkehrenden sowjetischen Armee niedergeschlagen wurde, brachte Frigyes seine Familie in die Vereinigten Staaten und kam in das Flüchtlingslager in Camp Kilmer, New Jersey. Ein Fernsehteam wollte sie im Lager interviewen, doch da die Familie noch in Ungarn geblieben war, lehnte Frigyes ab, weil er sich Sorgen über mögliche Repressalien gegen die in Ungarn zurückgebliebenen Verwandten seiner Frau machte.
Die Einwanderungspolitik der USA Mitte der 1950er Jahre bestand darin, dass Flüchtlinge an verschiedene Orte in den USA verteilt wurden. Er und seine Familie wurden nach Cleveland, Ohio, verlegt, wo er Boxer für die Golden-Gloves-Meisterschaften trainierte, von denen einige später Medaillengewinner wurden.
Frigyes starb 1984 in Cleveland, überlebt von seiner 37-jährigen Frau Esther, einer Führungskraft bei der Chilcote Company, und ihrem Sohn Dennis, einem Anwalt, zu der Zeit in Ohio, später in Kalifornien, und seinen beiden Töchtern aus einer früheren Ehe, Vilma Fülöp und Ágnes Fehér.